# دو و میدانی در المپیک تابستانی ۱۹۸۴
دو و میدانی در بازی‌های المپیک تابستانی ۱۹۸۴ نام رویداد ورزش دو و میدانی در بازی‌های المپیک تابستانی بود که در سال ۱۹۸۴ برگزار شد.

## نتایج

### مردان
| رویداد              | طلا | طلا         | نقره                                                                            | نقره     | برنز                                                                      | برنز     |
| ۱۰۰ متر             | کارل لوئیس · ایالات متحده آمریکا                                                                               | ۹٫۹۹        | سم گرادی · ایالات متحده آمریکا                                                  | ۱۰٫۱۹    | بن جانسون · کانادا                                                        | ۱۰٫۲۲    |
| ۲۰۰ متر             | کارل لوئیس · ایالات متحده آمریکا                                                                               | 19.80 OR    | کرک باتیست · ایالات متحده آمریکا                                                | ۱۹٫۹۶    | توماس جفرسون · ایالات متحده آمریکا                                        | ۲۰٫۲۶    |
| ۴۰۰ متر             | آلونزو بابرز · ایالات متحده آمریکا                                                                             | ۴۴٫۲۷       | گابریل تیاکو · ساحل عاج                                                         | ۴۴٫۵۴    | آنتونیو مک‌کی · ایالات متحده آمریکا                                        | ۴۴٫۷۱    |
| ۸۰۰ متر             | ژواکیم کروز · برزیل                                                                                            | ۱:۴۳٫۰۰     | سباستین کو · بریتانیای کبیر                                                     | ۱:۴۳٫۶۴  | ارل جونز · ایالات متحده آمریکا                                            | ۱:۴۳٫۸۳  |
| ۱۵۰۰ متر            | سباستین کو · بریتانیای کبیر                                                                                    | 3:32.53 OR  | استیو کرام · بریتانیای کبیر                                                     | ۳:۳۳٫۴۰  | خوزه مانوئل آباسکال · اسپانیا                                             | ۳:۳۴٫۳۰  |
| ۵۰۰۰ متر            | سعید آویتا · مراکش                                                                                             | 13:05.59 OR | مارکوس ریفل · سوئیس                                                             | ۱۳:۰۷٫۵۴ | آنتونیو لیتائو · پرتغال                                                   | ۱۳:۰۹٫۲۰ |
| ۱۰٬۰۰۰ متر          | آلبرتو کووا · ایتالیا                                                                                          | ۲۷:۴۷٫۵۴    | مایک مک‌لئود · بریتانیای کبیر                                                    | ۲۸:۰۶٫۲۲ | مایکل موسیوکی · کنیا                                                      | ۲۸:۰۶٫۴۶ |
| ۱۱۰ متر با مانع     | راجر کینگدام · ایالات متحده آمریکا                                                                             | 13.20 OR    | گرگ فاستر · ایالات متحده آمریکا                                                 | ۱۳٫۲۳    | ارتو بریگر · فنلاند                                                       | ۱۳٫۴۰    |
| ۴۰۰ متر با مانع     | ادوین موزز · ایالات متحده آمریکا                                                                               | ۴۷٫۷۵       | دنی هریس · ایالات متحده آمریکا                                                  | ۴۸٫۱۳    | هارالد اشمید · آلمان غربی                                                 | ۴۸٫۱۹    |
| ۳۰۰۰ متر با مانع    | جولیوس کوریر · کنیا                                                                                            | ۸:۱۱٫۸۰     | ژوزف محمود · فرانسه                                                             | ۸:۱۳٫۳۱  | برایان دیمر · ایالات متحده آمریکا                                         | ۸:۱۴٫۰۶  |
| ۴×۱۰۰ متر امدادی    | ایالات متحده آمریکا (USA) · سم گرادی · ران براون · کلوین اسمیت · کارل لوئیس                                    | 37.83 WR    | جامائیکا (JAM) · ال لارنس · گرگ مگائو · دان کواری · ری استوارت · نورمن ادواردز* | ۳۸٫۶۲    | کانادا (CAN) · بن جانسون · تونی شارپ · دسای ویلیامز · استرلینگ هیندس      | ۳۸٫۷۰    |
| ۴×۴۰۰ متر امدادی    | ایالات متحده آمریکا (USA) · ساندر نیکس · ری آرمستید · آلونزو بابرز · آنتونیو مک‌کی · والتر مک‌کوی* · ویلی اسمیت* | ۲:۵۷٫۹۱     | بریتانیای کبیر (GBR) · کریس اکابوسی · گری کوک · تاد بنت · فیل براون             | ۲:۵۹٫۱۳  | نیجریه (NGR) · یکشنبه عفونت · موسی اوگبیسین · رومی پیترز · انوکنت اگبانکه | ۲:۵۹٫۳۲  |
| ماراتن              | کارلوس لوپز · پرتغال                                                                                           | 2:09:21 OR  | جان تراسی · ایرلند                                                              | ۲:۰۹:۵۶  | چارلی اسپدینگ · بریتانیای کبیر                                            | ۲:۰۹:۵۸  |
| ۲۰ کیلومتر پیاده‌روی | ارنستو کانتو · مکزیک                                                                                           | ۱:۲۳:۱۳     | رائول گونزالس · مکزیک                                                           | ۱:۲۳:۲۰  | مائوریتسیو دامیلانو · ایتالیا                                             | ۱:۲۳:۲۶  |
| ۵۰ کیلومتر پیاده‌روی | رائول گونزالس · مکزیک                                                                                          | ۳:۴۷:۲۶     | بو گوستافسون · سوئد                                                             | ۳:۵۳:۱۹  | ساندرو بلوچی · ایتالیا                                                    | ۳:۵۳:۴۵  |
| پرش ارتفاع          | دیتمار موگنبورگ · آلمان غربی                                                                                   | 2.35 m      | پاتریک خیوبری · سوئد                                                            | 2.33 m   | ژو جیانهوا · چین                                                          | 2.31 m   |
| پرش با نیزه         | پیر کینون · فرانسه                                                                                             | 5.75 m      | مایک تالی · ایالات متحده آمریکا                                                 | 5.65 m   | ارل بل · ایالات متحده آمریکا · تیری وینیرون · فرانسه                      | 5.60 m   |
| پرش طول             | کارل لوئیس · ایالات متحده آمریکا                                                                               | 8.54 m      | گری هانی · استرالیا                                                             | 8.24 m   | جووانی اوانجلیستی · ایتالیا                                               | 8.24 m   |
| پرش سه‌گام           | آل جوینر · ایالات متحده آمریکا                                                                                 | 17.26 m     | میک کونلی سینیور · ایالات متحده آمریکا                                          | 17.18 m  | کیت کانر · بریتانیای کبیر                                                 | 16.87 m  |
| پرتاب وزنه          | الساندرو آندری · ایتالیا                                                                                       | 21.26 m     | مایکل کارتر · ایالات متحده آمریکا                                               | 21.09 m  | دیو لوت · ایالات متحده آمریکا                                             | 20.97 m  |
| پرتاب دیسک          | رالف دانبرگ · آلمان غربی                                                                                       | 66.60 m     | مک ویلکینس · ایالات متحده آمریکا                                                | 66.30 m  | جان پاول · ایالات متحده آمریکا                                            | 65.46 m  |
| پرتاب چکش           | یوها تیاینن · فنلاند                                                                                           | 78.08 m     | کارل-هانز ریم · آلمان غربی                                                      | 77.98 m  | کلاوس پلوگاوس · آلمان غربی                                                | 76.68 m  |
| پرتاب نیزه          | آرتو هارکونن · فنلاند                                                                                          | 86.76 m     | دیوید اتلی · بریتانیای کبیر                                                     | 85.74 m  | کنت الدبرینک · سوئد                                                       | 83.72 m  |
| دهگانه              | دیلی تامپسون · بریتانیای کبیر                                                                                  | 8798 EWR    | یورگن هینگسن · آلمان غربی                                                       | ۸۶۷۳     | زیگفرید ونتز · آلمان غربی                                                 | ۸۴۱۲     |

### زنان
| رویداد          | طلا | طلا     | نقره                                                                                   | نقره    | برنز | برنز    |
| ۱۰۰ متر         | اولین اشفورد · ایالات متحده آمریکا                                                                                       | ۱۰٫۹۷   | آلیس براون · ایالات متحده آمریکا                                                       | ۱۱٫۱۳   | مرلن اوتی · جامائیکا | ۱۱٫۱۶   |
| ۲۰۰ متر         | ولری بریسکو-هوکس · ایالات متحده آمریکا                                                                                   | ۲۱٫۸۱   | فلورنس گریفیت-جوینر · ایالات متحده آمریکا                                              | ۲۲٫۰۴   | مرلن اوتی · جامائیکا | ۲۲٫۰۹   |
| ۴۰۰ متر         | ولری بریسکو-هوکس · ایالات متحده آمریکا                                                                                   | ۴۸٫۸۳   | چاندرا چیزبورو · ایالات متحده آمریکا                                                   | ۴۹٫۰۵   | کتی اسمالوود-کوک · بریتانیای کبیر                                                                                        | ۴۹٫۴۲   |
| ۸۰۰ متر         | دوینا ملینته · رومانی | ۱:۵۷٫۶۰ | کیم گلگر · ایالات متحده آمریکا                                                         | ۱:۵۸٫۶۳ | فیتا لووین · رومانی | ۱:۵۸٫۸۳ |
| ۱۵۰۰ متر        | گابریلا دوریو · ایتالیا                                                                                                  | ۴:۰۳٫۲۵ | دوینا ملینته · رومانی                                                                  | ۴:۰۳٫۷۶ | ماریچیکا پویکا · رومانی                                                                                                  | ۴:۰۴٫۱۵ |
| ۳۰۰۰ متر        | ماریچیکا پویکا · رومانی                                                                                                  | ۸:۳۵٫۹۶ | وندی اسمیت-سیلی · بریتانیای کبیر                                                       | ۸:۳۹٫۴۷ | لین کانکا-ویلیامز · کانادا                                                                                               | ۸:۴۲٫۱۴ |
| ۱۰۰ متر با مانع | بنیتا فیتزجرالد-براون · ایالات متحده آمریکا                                                                              | ۱۲٫۸۴   | شرلی استرانگ · بریتانیای کبیر                                                          | ۱۲٫۸۸   | میشل شاردونه · فرانسه · کیم ترنر · ایالات متحده آمریکا                                                                   | ۱۳٫۰۶   |
| ۴۰۰ متر با مانع | نوال المتوکل · مراکش | ۵۴٫۶۱   | جودی براون کلارک · ایالات متحده آمریکا                                                 | ۵۵٫۲۰   | کریستیانا کوجوکارو · رومانی                                                                                              | ۵۵٫۴۱   |
| ۴ × ۱۰۰ امدادی  | ایالات متحده آمریکا (USA) · آلیس براون · جنت بولدن · چاندرا چیزبورو · اولین اشفورد                                       | ۴۱٫۶۵   | کانادا (CAN) · انجلا بیلی · ماریتا پین · انجلا تیلور ایسساینکو · فرانس گاراو           | ۴۲٫۷۷   | بریتانیای کبیر (GBR) · سیمون جیکوبز · کتی اسمالوود-کوک · بورلی گادارد · هدر اوکز                                         | ۴۳٫۱۱   |
| ۴ × ۴۰۰ امدادی  | ایالات متحده آمریکا (USA) · لیلی لیتروود · شری هاوارد · ولری بریسکو-هوکس · چاندرا چیزبورو · دایان دیکسون* · دنین هاوارد* | ۳:۱۸٫۲۹ | کانادا (CAN) · چارمین کروکس · جیلیان ریچاردسون · مالی کلینبک · ماریتا پین · دانا رایت* | ۳:۲۱٫۲۱ | آلمان غربی (FRG) · هایکه شولته-ماتلر · اوته تیم · هایدی-الکه گاوگل · گابی بازمان · نیکول لیستن‌اشتاینر* · کریستینا زوسیک* | ۳:۲۲٫۹۸ |
| ماراتن          | جون بنویت · ایالات متحده آمریکا                                                                                          | ۲:۲۴:۵۲ | گرت وایتس · نروژ                                                                       | ۲:۲۶:۱۸ | رزا موتا · پرتغال | ۲:۲۶:۵۷ |
| پرش ارتفاع      | اولریکه میوفارت · آلمان غربی                                                                                             | 2.02 m  | سارا سیمئونی · ایتالیا                                                                 | 2.00 m  | جانی هانتلی · ایالات متحده آمریکا                                                                                        | 1.97 m  |
| پرش طول         | آنیشوئارا کوشمیر-استانچو · رومانی                                                                                        | 6.96 m  | والی یونسکو · رومانی                                                                   | 6.81 m  | سو هیرنشاو · بریتانیای کبیر                                                                                              | 6.80 m  |
| پرتاب وزنه      | کلاودیا لوش · آلمان غربی                                                                                                 | 20.48 m | میهائلا لوگین · رومانی                                                                 | 20.47 m | گال مارتین · استرالیا | 19.19 m |
| پرتاب دیسک      | ریا استالمن · هلند | 65.36 m | لسلی دنیز · ایالات متحده آمریکا                                                        | 64.86 m | فلورنتا کورسیسکو · رومانی                                                                                                | 63.64 m |
| پرتاب نیزه      | تسا ساندرسون · بریتانیای کبیر                                                                                            | 69.56 m | تینا لیلاک · فنلاند                                                                    | 69.00 m | فاطمه ویتبرد · بریتانیای کبیر                                                                                            | 67.14 m |
| هفت‌گانه         | گلینیس نان · استرالیا | ۶۳۹۰    | جکی جوینر-کرسی · ایالات متحده آمریکا                                                   | ۶۳۸۵    | زابینه ایفرتس · آلمان غربی                                                                                               | ۶۳۶۳    |

- * Athletes who ran in preliminary round and also received medals.

## جدول مدال‌ها
| رتبه | کشور                      | طلا | نقره | برنز | مجموع |
| ۱    | ایالات متحده آمریکا (USA) | ۱۶  | ۱۵   | ۹    | ۴۰    |
| ۲    | آلمان غربی (FRG)          | ۴   | ۲    | ۵    | ۱۱    |
| ۳    | بریتانیای کبیر (GBR)      | ۳   | ۷    | ۶    | ۱۶    |
| ۴    | رومانی (ROU)              | ۳   | ۳    | ۴    | ۱۰    |
| ۵    | ایتالیا (ITA)             | ۳   | ۱    | ۳    | ۷     |
| ۶    | فنلاند (FIN)              | ۲   | ۱    | ۱    | ۴     |
| ۷    | مکزیک (MEX)               | ۲   | ۱    | ۰    | ۳     |
| ۸    | مراکش (MAR)               | ۲   | ۰    | ۰    | ۲     |
| ۹    | فرانسه (FRA)              | ۱   | ۱    | ۲    | ۴     |
| ۱۰   | استرالیا (AUS)            | ۱   | ۱    | ۱    | ۳     |
| ۱۱   | پرتغال (POR)              | ۱   | ۰    | ۲    | ۳     |
| ۱۲   | کنیا (KEN)                | ۱   | ۰    | ۱    | ۲     |
| ۱۳   | برزیل (BRA)               | ۱   | ۰    | ۰    | ۱     |
| ۱۳   | هلند (NED)                | ۱   | ۰    | ۰    | ۱     |
| ۱۵   | کانادا (CAN)              | ۰   | ۲    | ۳    | ۵     |
| ۱۶   | سوئد (SWE)                | ۰   | ۲    | ۱    | ۳     |
| ۱۷   | جامائیکا (JAM)            | ۰   | ۱    | ۲    | ۳     |
| ۱۸   | ساحل عاج (CIV)            | ۰   | ۱    | ۰    | ۱     |
| ۱۸   | ایرلند (IRL)              | ۰   | ۱    | ۰    | ۱     |
| ۱۸   | نروژ (NOR)                | ۰   | ۱    | ۰    | ۱     |
| ۱۸   | سوئیس (SUI)               | ۰   | ۱    | ۰    | ۱     |
| ۲۲   | چین (CHN)                 | ۰   | ۰    | ۱    | ۱     |
| ۲۲   | نیجریه (NGR)              | ۰   | ۰    | ۱    | ۱     |
| ۲۲   | اسپانیا (ESP)             | ۰   | ۰    | ۱    | ۱     |